# Autoroute A6 (Pays-Bas)
Pour les articles homonymes, voir A6.
L'A6, appelée également Rijksweg 6 est une autoroute des Pays-Bas qui relie l'échangeur de Muiderberg (A1) via Almere, Lelystad, Emmeloord et Lemmer à l'échangeur de Joure (A7).
Cette route représente une importante liaison entre Amsterdam et la Frise.
Avec la réalisation de l'A27, près de Almere, les régions de Flevoland et le nord des Pays-Bas sont devenues plus accessibles aux automobilistes venant de la région de Randstad.
Deux ponts mobiles sur l'A6 provoquent en été des ralentissements : Ketelbrug de Flevoland sur la Ketelmeer et le Scharsterrijnbrug en Frise.

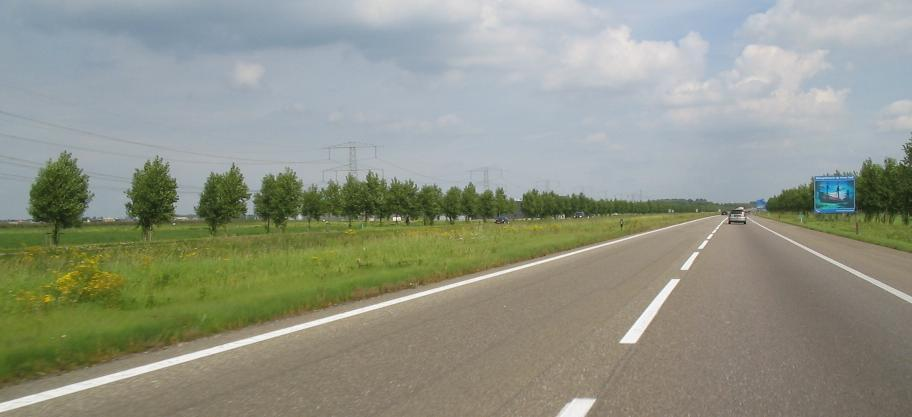
A6, traversée de Flevoland